# Tai nạn máy bay Boeing 707 của Dan-Air
Vụ tai nạn máy bay Boeing 707 của Dan-Air/IAS Cargo năm 1977 là một tai nạn liên quan đến máy bay chở hàng Boeing 707-321C do Dan Air Services Limited vận hành thay mặt cho International Airlines Services Limited (giao dịch với tên IAS Cargo Airlines tại thời điểm xảy ra tai nạn), được hợp đồng phụ trợ bởi Tập đoàn Zambia Airways để khai thác những chuyến bay hàng hóa theo tuần. Chuyến bay cất cánh từ sân bay London Heathrow ở Anh đến sân bay quốc tế Kenneth Kaunda ở thủ đô Lusaka của Zambia qua Athens, Hy Lạp và Nairobi, Kenya. Nó đã bị rơi trong quá trình tiếp cận sân bay Lusaka vào ngày 14 tháng 5 năm 1977. Tất cả sáu người (1 hành khách + 5 phi hành đoàn) trên máy bay đã thiệt mạng.

## Lịch sử máy bay
Máy bay này thuộc dòng Boeing 707-321C lần đầu tiên được đưa vào hoạt động với hãng Pan American World Airways (Pan Am) vào ngày 19 tháng 2 năm 1963. Đây là chiếc 707 đầu tiên được chế tạo, có cửa vận chuyển hàng hóa lớn ở phía bên trái của thân máy bay phía trước, cho phép vận chuyển hàng hóa trên thân chính trong khi có cấu hình như một chuyên cơ vận tải. Dan-Air đã mua lại nó vào tháng 10 năm 1976. Nó là chuyên cơ thứ tư do Anh vận hành và cũng là chiếc máy bay điển hình dùng động cơ tuốc bin phản lực cánh quạt (Turbofan engine) và có thể chuyển đổi thành máy bay chở hàng của một hãng hàng không. Vào thời điểm xảy ra tai nạn, nó đã được khoảng 47.000 giờ bay.

## Chuyến bay và tai nạn
Chiếc 707 từ sân bay London Heathrow đến Athens qua sân bay Hellinikon (ngày nay là sân bay quốc tế Athens), từ Athens sau đó tiếp tục đến Nairobi (sân bay quốc tế Jomo Kenyatta). Khởi hành từ Nairobi đến Lusaka trên chặng cuối cùng diễn ra theo kế hoạch lúc 07:17, ngày 14 tháng 5.
Chuyến bay đạt độ cao hành trình (cruising altitude) ở 31000 ft (so với mực nước biển) trong 2 giờ, sau đó nó hạ xuống 11000 ft. Vào khoảng 09:23, nó ở độ cao 11000 ft và nhận lệnh tiếp tục hạ xuống ở 7000 ft. Ngay trước 09:30, nó tiếp tục hạ độ cao xuống 6.000 ft (1.800 m), tiếp theo đó, chiếc máy bay được cho phép hạ cánh theo phương thức trực quan (visual approach) xuống đường băng số 10. Vài phút sau, các nhân chứng nhìn thấy toàn bộ đuôi ngang (horizontal stabiliser) bên phải  và bánh lái độ cao (elevator) tách ra khỏi máy bay. Chiếc máy bay sau đó đã mất kiểm soát độ cao và mũi máy bay chúc xuống khoảng 800 ft (240 m) xuống mặt đất và phát nổ
Không có ai sống sót khỏi vụ tai nạn bao gồm hành khách và phi hành đoàn. Không có trường hợp tử vong nào khác trên mặt đất. Hiện trường tai nạn nằm cách đường băng khoảng 12.010 ft (3.660 m).

## Điều tra
Một cuộc điều tra toàn diện được chính quyền Zambian tiến hành và sau đó được giao cho  Air Accidents Investigation Branch (AAIB) của Anh. Các kết luận được đưa ra bởi cuộc điều tra đó như sau:
Xác định rằng cấu trúc của đuôi ngang bên phải bị hỏng do mòn kim loại trong cấu trúc xà dọc phía sau và do thiếu cấu trúc hoặc thiết bị không an toàn  đầy đủ nên xảy ra tai nạn như vậy. Cuộc điều tra cũng xác định những thiếu sót trong việc đánh giá thiết kế,  chứng nhận và cách thức bảo dưỡng máy bay.

## Nguyên nhân
Chiếc 707 có lắp ráp đuôi ngang mở rộng so với máy bay 707 đời đầu. Nhờ thiết kế lại, tải trọng máy bay tăng lên trên cấu trúc cánh đuôi được thực hiện bằng cách thay thế một số lớp vỏ nhôm bằng thép không gỉ. Ngoài ra, các trang bị phụ của xà ngang đã được thiết kế lại, làm cho chúng chắc hơn và cứng hơn. Việc thay đổi cấu trúc cánh đuôi để xử lý gió mạnh (gust wind) đã gây ra những hậu quả khó lường. Những trang bị phụ cứng hơn không còn khả năng hấp thụ và chuyển hóa độ cao giãn khí (Aeroelasticity) và sự uốn cong  của các cánh đuôi ngang trái và phải thay vì phải được gánh chịu bởi các xà dọc ổn định hoàn toàn. Điều này dẫn đến việc nứt gãy ở đuôi ngang bên phải, do nó nằm trong cấu trúc cánh đuôi máy bay nên không được các kỹ sư bảo dưỡng chú ý.
Chuyên cơ này được thiết kế theo lý thuyết  'không an toàn' và những hư hỏng của xà dọc phía sau cánh đuôi đã được tính toán là không đủ để gây ra tai nạn, Những xà dọc phía trước đủ mạnh để cho máy bay hạ cánh an toàn,những  thiệt hại sau đó dự kiến sẽ được sửa chữa trước khi máy bay được bay lại.
Tuy nhiên, chiếc máy bay tai nạn đã có một vết nứt bên phải phía sau mà không bị phát hiện do vị trí của nó ở trong một phần của cấu trúc thường, không thể kiển tra được trong quá trình bảo trì định kỳ và máy bay đã bay được một số giờ đáng kể trước khi xuất hiện những hư hỏng. Theo thời gian vết nứt ngày càng lớn, cho đến khi được phỏng đoán, chiếc xà dọc sau bị hư hỏng, không còn khả năng tải trọng như thiết kế mà tải trọng máy bay lại được chịu hoàn toàn ở xà dọc trước. Máy bay đã gặp phải một số cơn gió mạnh (gút wind) trong quá trình tiếp cận ngay trước khi  tai nạn, tải trọng máy bay vượt quá sức chịu đựng của các xà dọc trước còn lại trong cánh đuôi. Chính vì vậy, các xà dọc còn lại bị gãy ngay sau đó và đó là kết quả của những sai lệch cấu trúc toàn bộ cánh đuôi bện phải của chiếc 707
Các vết nứt được tìm thấy trong cánh đuôi bên phải sau vụ tai nạn. Các nhà điều tra cho rằng những phương pháp kiểm tra thông thường như dùng thuốc nhuộm huỳnh quang cũng không thể tìm thấy được vết nứt trong các xà dọc bên trong đuôi máy bay. Có thể vết nứt đã có mặt trong ít nhất 6.000 giờ bay trước khi xảy ra tai nạn và trước khi máy bay được Dan-Air mua lại từ Pan Am.
Các cuộc kiểm tra lại dòng máy bay 707-300 được thực hiện sau cuộc tai nạn này, đã cho thấy 38 chiếc máy bay thuộc dòng này có vết nứt tương tự như vậy.